# ميخائيل أولمرت
ميخائيل أولمرت (بالإنجليزية: Michael Olmert)‏ هو كاتب أمريكي، ولد في 1940.